# Frédéric Kahn
Pour les articles homonymes, voir Kahn.
Frédéric Kahn (né à Dijon le 4 août 1966) est un compositeur. Frédéric Kahn commence ses études musicales au Conservatoire à rayonnement régional de Dijon avant de suivre les cours de compositions de Denis Dufour au Conservatoire de Lyon (1989-93) : cours de composition instrumentale et électroacoustique, d’analyse musicale du XXe siècle.